# Johanna Schallerová
Johanna Schallerová, provdaná Klierová (* 13. září 1952, Artern, Durynsko) je bývalá východoněmecká atletka. Specializovala se na krátké překážkové běhy.
Je dvojnásobnou olympijskou medailistkou. Zlatou medaili získala na olympiádě v kanadském Montrealu 1976 v čase 12,77 s. O čtyři roky později na letních olympijských hrách v Moskvě vybojovala stříbro, když cílem proběhla v čase 12,63 s.
V roce 1978 vybojovala na ME v atletice v Praze na stadionu Evžena Rošického dvě medaile. Zlato v běhu na 100 metrů překážek a bronz ve štafetě na 4×100 metrů.